# Bloedkanker
Bloed bestaat uit verschillende cellen, bekende bloedcellen zijn de rode en de witte bloedcellen, maar bloed bestaat uit nog veel meer verschillende soorten cellen. Behalve vormen van kanker waarbij het om bloedcellen gaat, vallen ook de vormen van kanker van het lymfevatenstelsel onder bloedkanker. De bloedcellen kunnen zich allemaal tot kankercellen ontwikkelen. De bekendste vorm van bloedkanker is leukemie, dit is kanker van de witte bloedcellen, van de leukocyten.
Er zijn vijf hoofdgroepen bloedkanker:
- leukemie
  - acute myeloïde leukemie
  - chronische myeloïde leukemie
  - acute lymfatische leukemie
  - chronische lymfatische leukemie
- maligne lymfoom of lymfeklierkanker 
  - ziekte van Hodgkin of het hodgkinlymfoom HL
  - non-hodgkinlymfoom
- multipel myeloom of de ziekte van Kahler
- myelodysplasie of myelodysplastisch syndroom MDS
- myeloproliferatieve aandoeningen MPN of MPD

## Websites
- Belgian Hematology Society
- Nederlandse vereniging voor hematologie.